# NGC 4452
NGC 4452 este o edge-on galaxy⁠(d) situată în constelația Fecioara. A fost descoperită în 15 martie 1784 de către William Herschel. Se află la o distanță de 15,6 megaparseci de Pământ.